# تطبيق
التطبيق هو متابعة جداول أعمال محددة من خلال الإرسال وحتى الإنجاز.
إن فترة كمون أي نوع من قوى العمل البشرية للهروب وفقًا لظروف التفادي من طلب معين يتعلق إنجاز شيء معين مع وجود معلمات المواظبة والأداء والجودة يتم تعويضه من خلال إجراءات التنفيذ، كما هو الحال على سبيل المثال في
- رسائل التذك
- ير
- التحذير
- الإجراء الانضباطي
- لطلب الإخطار
- التحدي التدريجي